# Orny (Vaud)
Orny és un municipi del cantó suís del Vaud, situat al districte de Morges.